# KROQ-FM
KROQ-FM to amerykańska komercyjna stacja radiowa zlokalizowana w Los Angeles, Pasadena-California należąca do CBS Radio. Nadająca na 106.7 FM oraz w internecie przez 24 godziny na dobę. KROQ-FM gra przeważnie muzykę rockową (modern rock). Dżingiel przewodni stacji to potoczna nazwa "kay rock", a slogan "The World Famous K-Rock".

## DJ-e stacji
- Kevin and Bean
- Doc on the 'ROQ
- Jed the Fish
- Stryker-dj
- Tami Heide
- Jason Bentley – znany DJ ze stacji KCRW
- Rodney Bingenheimer
- Richard Blade
- Dusty Street